# اولینا شاهیریان
اولینا وانیکی شاهیریان (ارمنی: Էվելինա Վանիկի Շահիրյան؛ زادهٔ ۱۳ ژوئن ۱۹۴۱) بازیگر اهل ارمنستان است.

## زندگی‌نامه
وی در ۱۳ ژوئن ۱۹۴۱ در گیومری به دنیا آمد . وی برنده جوایزی همچون مدال موسس خورناتسی (۲۰۱۴), هنرمند افتخاری جمهوری ارمنستان (۲۰۰۳)، مدال گریگور نارکاتسی (۲۰۱۶) و مدال طلای وزارت فرهنگ جمهوری ارمنستان (۲۰۱۱) است.

## گزیده فیلمشناسی
از فیلم‌ها یا برنامه‌های تلویزیونی که وی در آن نقش داشته‌است می‌توان به یک تکه از آسمان اشاره کرد.